# Amber Pacific
Amber Pacific är en amerikansk poppunkgrupp, bildad 2002 i Seattle under namnet Follow Through.

## Medlemmar
Nuvarande medlemmar
- Matt Young - sång (2002 - 2008, 2011, 2014 - idag)
- Will Nutter - gitarr, bakgrundssång, keyboard (2002 - 2011, 2014 - idag)
- Josh Cellan (Dango) - trummor (2003 - 2011, 2014 - idag)
- Justin Westcott - rytmgitarr (2002 - 2006, 2014 - )

Tidigare medlemmar
- Jesse Cottam - sång (2008 - 2011)
- Davy Rispoli - rytmgitarr, bakgrundssång (2008 - 2011)
- Ben Harper, - gitarr (2006)
- Greg Strong - bas (2003 - 2011)
- Tyler Peerson - bas (2002 - 2003)
- Blake Evans - trummor (2002 - 2003)
- Jeremy Gibbons - bas (2014)
- Rick Hanson - rytmgitarr (2007)

## Diskografi
Studioalbum
- 2005 – The Possibility and the Promise
- 2007 – Truth in Sincerity
- 2010 – Virtues
- 2014 – The Turn

EP
- 2004 – Fading Days
- 2006 – Acoustic Sessions
- 2008 – Acoustic Connect Sets
- 2009 – Amber Pacific